# Electrohelcon minor
Electrohelcon minor är en stekelart som beskrevs av Charles Thomas Brues 1933. Electrohelcon minor ingår i släktet Electrohelcon och familjen bracksteklar. Inga underarter finns listade i Catalogue of Life.